# Methodus fluxionum et serierum infinitarum

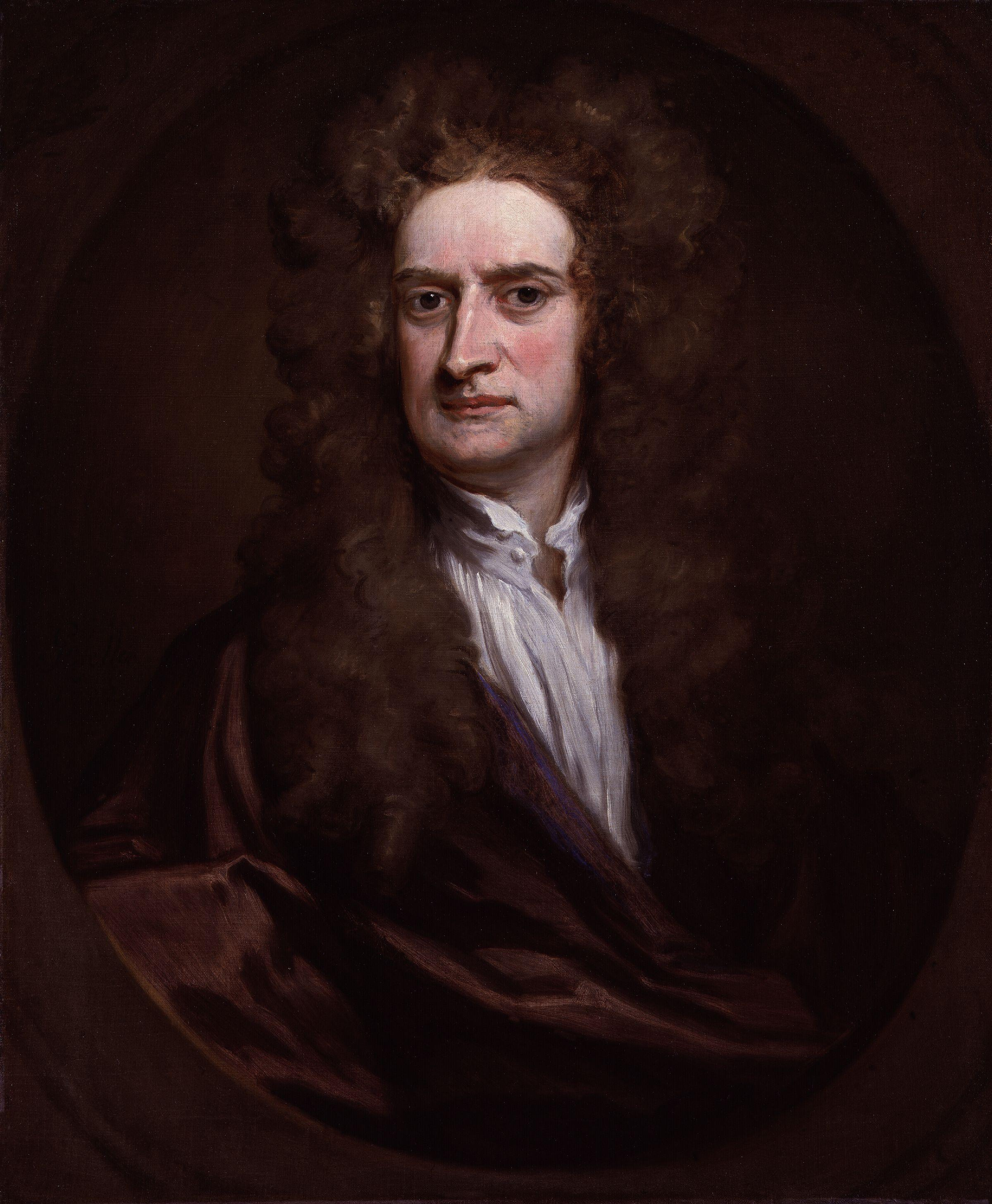
Newton in un ritratto di Sir Godfrey Kneller, 1702

Il Methodus fluxionum et serierum infinitarum (talvolta citato anche come Tractatus de Methodis Serierum et Fluxionum, in inglese "The Method of Fluxions and Infinite Series", in italiano "Il metodo delle flussioni e delle serie infinite") è un libro di Isaac Newton. Completato nel 1671 ma pubblicato solo nel 1736, dopo la morte dello scienziato inglese, il libro tratta del metodo scoperto da Newton per l'integrazione e la derivazione ("flussione" è il termine con cui l'autore chiamava una "derivata") e originariamente da lui sviluppato presso Woolsthorpe Manor, durante la chiusura dell'Università di Cambridge avvenuta in concomitanza con l'epidemia di peste che colpì Londra dal 1665 al 1667.
Newton scelse tuttavia di non rendere inizialmente note le sue scoperte, proprio come accadde con quelle che saranno poi da lui rese note nell'opera Philosophiae Naturalis Principia Mathematica, pubblicato nel 1687, e che furono sviluppate sempre nello stesso periodo a Woolsthorpe Manor.
Gottfried Leibniz sviluppò indipendentemente il suo metodo di calcolo attorno al 1673, 7 anni dopo che, come si vede da alcuni documenti risalente al 1666, Newton aveva sviluppato le basi per il calcolo differenziale, quali ad esempio "il metodo delle flussioni e dei fluenti". Tuttavia Leibniz pubblicò le sue scoperte sul calcolo differenziale nel 1684, nove anni prima che Newton pubblicasse ufficialmente la sua notazione per il calcolo delle flussioni nel 1693. La notazione di calcolo oggi utilizzata è per lo più quella di Leibniz, anche se la notazione di Newton per la derivazione rispetto al tempo, {\displaystyle {\dot {x}}}, è ancora di uso corrente in tutta la meccanica e l'analisi dei circuiti elettrici.
Il Methodus fluxionum et serierum infinitarum fu ufficialmente pubblicato, tradotto in inglese, solo dopo la morte di Newton. Tuttavia, a causa dell'aspra contesa che si era venuta a creare tra Newton e Leibniz in seguito alle pubblicazioni di quest'ultimo sul proprio metodo di calcolo e riguardante chi avesse per primo sviluppato il calcolo differenziale, il matematico inglese aveva reso note molte parti del proprio lavoro sulle flussioni già diversi prima.

## Contenuti
Per un periodo di tempo che comprese anche la vita lavorativa di Newton, la disciplina dell'analisi matematica fu oggetto di diverse controversie nella comunità scientifica. Sebbene le tecniche analitiche fornissero soluzioni a problemi di lunga data, compresi i problemi di quadratura e la ricerca di tangenti, era noto che le dimostrazioni di queste soluzioni non fossero riducibili alle sintetiche regole della geometria euclidea. Al contrario, i matematici erano stati spesso costretti a invocare quantità infinitesimali, o "infinitamente piccole", per giustificare le loro manipolazioni algebriche e alcuni dei matematici contemporanei di Newton, come ad esempio Isaac Barrow, erano molto scettici su tali tecniche, che non avevano una chiara interpretazione geometrica. Sebbene nei suoi primi lavori anche Newton abbia usato degli infinitesimi nelle sue derivazioni senza però giustificarne il motivo, in seguito egli sviluppò qualcosa di simile alla moderna definizione di limiti per giustificare il proprio lavoro.
Newton espone quindi in questo libro i fondamenti di un nuovo tipo di matematica: "la prima e l'ultima ragione delle quantità" come le chiamava, vale a dire il calcolo infinitesimale. Il matematico inglese abbandona una definizione statica degli enti geometrici, come quella algebrica cartesiana, per una definizione dinamica, e proprio questa concezione delle grandezze geometriche come generate da moti continui, e quindi tutte dipendenti dal tempo - piuttosto che come aggregati di elementi infinitesimi - è alla base del libro, in cui si introducono i concetti di fluente e di flussione; fluente è una quantità generata da un moto continuo: si pensi a un'area che si accresce nel tempo, oppure alla curva descritta dal moto di un punto, ecc...; flussione è la velocità con cui viene generata la fluente. Il problema del calcolo é impostato nei seguenti termini: data una relazione tra fluenti x, y, trovare la relazione fra le rispettive flussioni x', y'.
Oltre ai principi del calcolo differenziale e integrale, di cui quest'opera può essere simbolicamente considerata l'atto di nascita, nella sua nuova analisi Newton si occupa anche di successioni infinite e dello sviluppo con esse di espressioni ed equazioni, e dimostra come, grazie al suo metodo delle flussioni, sia possibile determinare i massimi e i minimi di una funzione, le tangenti a diverse curve e il loro raggio di curvatura, nonché le loro aree e le loro lunghezze.
Idealmente il libro è diviso in tre parti. Nella prima di queste sviluppa la tecnica delle serie infinite. Nella seconda introduce invece il concetto di flussione, mostrando, data un'equazione "flussionale" con le flussioni di due quantità, come ottenere il rapporto tra delle due flussioni. Sempre in questa seconda parte egli risolve anche i problemi di massimo e minimo di una data curva e della tangente in un dato punto di essa, e il problema concernente la curvatura di una curva geometrica. Nella terza parte, infine, il matematico inglese mostra come calcolare l'area e la lunghezza di una curva, problemi in cui giocano un ruolo fondamentale sia le serie infinite che le flussioni.
Quanto allo sviluppo di espressioni ed equazioni in serie, l'idea iniziale di Newton è il tentativo di offrire un metodo generale per risolvere un'intera serie di problemi per approssimazione qualora non sia possibile risolvere questi ultimi offrendo la soluzione esatta. Non avendo ancora esattamente chiaro il concetto di funzione e derivata, Newton si limita qui a tratteggiare il problema della convergenza delle serie e adottando, in questo caso, una procedura pragmatica, che, tuttavia, funzionava per i numerosi casi da lui qui presentati e che può essere considerata un metodo generale.